# Gymnopholus weiskei
Gymnopholus weiskei (лат.) — вид мелких жуков-долгоносиков рода Gymnopholus из подсемейства Entiminae семейства Curculionidae (Eupholini, Coleoptera), отличающийся крупными рогоподобными выступами на задневерхей части тела. Эндемик острова Новая Гвинея.

## Распространение
Встречаются на острове Новая Гвинея на высотах выше 1 км (1000—2700 м). Один их наиболее широко распространённых видов рода Gymnopholus на острове.

## Описание
Среднего размера нелетающие жуки-долгоносики. Длина тела от 2 до 3 см; чёрные и блестящие. Пронотум и надкрылья с выступами-туберкулами. Характеризуется особенно крупными рогоподобные слегка скошенными в заднем направлении выступами на надкрыльях. Характерны для тропических влажных и горных островных лесов. Взрослые жуки питаются листьями молодых деревьев. Растения-хозяева: Tephrosia candida, Melia azedarach, Pipturus argenteus, Trema amboinensis. Близок к видам Gymnopholus sedlaceki, Gymnopholus regalis и Gymnopholus seriatus.

## Систематика
Вид был впервые описан в 1901 году австрийским колеоптерологом профессором Карлом Хеллером (1864—1945) и включён в состав номинативного подрода Gymnopholus s.str. Gressitt, 1966 американским энтомологом Линсли Гресситтом (Гонолулу, Гавайи, США; 1914—1982). Будучи одним из наиболее обильных и широко распространённых видов рода Gymnopholus, вероятно вид Gymnopholus weiskei является политипическим. Экстремально варьирующий вид, возможно, состоит из нескольких подвидов или даже отдельных самостоятельных видов. Большинство авторов включают вид Gymnopholus weiskei в трибу Eupholini (в составе подсемейства Entiminae).